# 神田事件 (ホーリネス)
神田事件（かんだじけん）は、ホーリネス分裂事件発生時に、ホーリネス神田教会の所属を巡って1936年に起こった騒動のことである。

## 経緯
1936年9月23日に日本ホーリネス教会の中田重治監督が聖書学院の5教授に送った書簡により発生した、中田監督の再臨とユダヤ人問題に関する新方針問題を巡り、その是非を問うために車田秋次、米田豊、小原十三司ら総会常置委員会が臨時総会を召集した。
1936年10月25日から翌日まで淀橋教会で臨時総会が開催され、10月26日に信徒代議員の酒井助作の発議によって、中田重治の監督解職の案が上程されて、ほとんど全会一致で決定された。
前監督としての優遇は保障されたが、監督解職に伴い、委員会制度が設けられて、ホーリネス教会年則に付加させられ、車田秋次、小原十三司、米田豊、一宮政吉、菅野鋭が選挙で委員に選ばれた。ホーリネスの運営体制が新しくなったが、中田は臨時総会における監督解任の方法を非合法であると主張した。中田前監督を支持する者ほ半数近かったので、ホーリネス教会は分裂することになった。

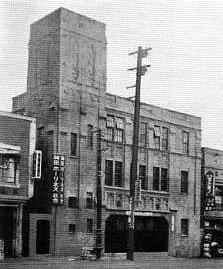
神田事件が発生した、ホーリネス神田教会

事件直後、11月23日に中田の友人桜庭駒五郎は「常置委員会に注意を促す」という文章で臨時総会の非合法性を訴えた。その後、中田側と委員側の双方から、この事件に関して、互いに正当性を主張し合う声明がだされ、対立は深刻さを増した。ついには、中田側が臨時総会を無効とするために民事訴訟を起こすことになり、1936年の和協分離まで分裂状態は続いた。
事件直後も中田は臨時総会以前のように各地を旅行していたが、この旅行で、中田が東京にいないときにこの両者の対立の象徴する出来事として、神田事件が勃発した。

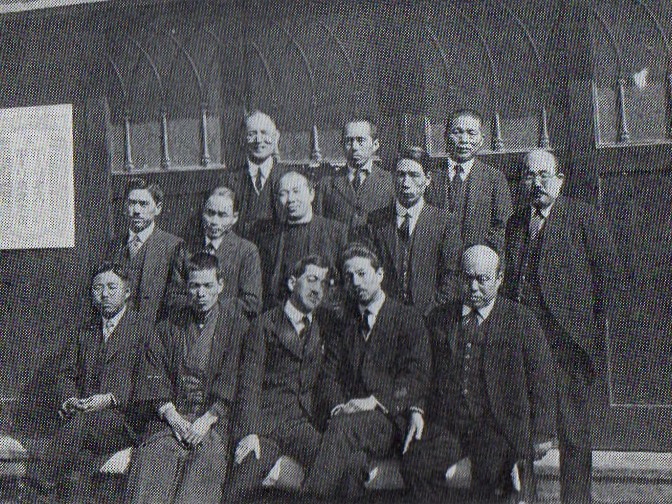
車田秋次ら教職者のホーリネス神田教会玄関での集合写真

1936年11月13日委員側が、神田教会の福音使に田中真三郎の代わりに泉田精一を任命した。しかし、神田教会の臨時総会は中田支持を決議した。
一方中田は、11月14日に神戸に赴き神戸のホーリネス大会に出席する。その途中で喜田川広と自由メソジストの金田数男と面会して、この事件について語ったり、11月16日には、北九州に行く途中で賀川豊彦と一緒になり、賀川は中田を批判した。中田は福岡の吉塚の教会に行き、中田派の安藤仲市に後事を託したのち、下関に寄り、大阪で土山鉄次、京都で喜田川広と同じ列車に乗り帰京した。
神田教会の臨時総会は中田を支持したが、これに対して委員側では神田教会堂を財団財産として守るとの意見から、委員側で数名の福音使が11月21日より会堂を占拠し、11月25日午後一宮政吉を招いて集会をした。そして、26日の日曜日午前礼拝に一宮政吉、午後には車田秋次、夜は米田豊の担当の元で集会を開くことを報告したが、田中真三郎の方でも集会を開こうとし、一つの会堂で中田監督側、委員側の双方で礼拝を持とうとして騒動が起きた。
この事件は新聞に掲載されて、「神様あなたの子どもたちが争っています」と書かれて、キリスト教会のイメージを損なった。